# Павловське військове училище

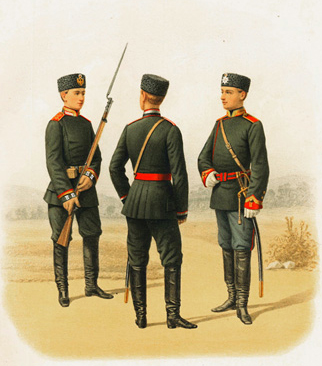
Фельдфебель Миколаївського інженерного училища та юнкер Миколаївського кавалерійського училища. Юнкер 1-го Павловського військового училища. 1882

Па́вловське військо́ве учи́лище (1894 — 6 листопада 1917) — піхотне військове училище Російської імперії у Петербурзі; до 1894:
1794−9.10.1797 — Гатчинський сирітський будинок;
9.10.1797−23.12.1798 — Будинок військового виховання;
23.12.1798−19.02.1829 — Імператорський військово-сирітський будинок;
19.02.1829−25.08.1863 — Павловський кадетський корпус;
16.09.1863−1894 — 1-е військове Павловське училище.
Храмове свято училища — 21 травня, у день пам'яті Святих Рівноапостольних Костянтина і Олени.
Свято училища — 23 грудня.

## Історія
Училище було створено у серпні 1863 року за указом імператора Олександра II зі спеціальних класів Павловського кадетського корпусу, що передав училищу свій прапор. Начальником училища був призначений майбутній військовий міністр генерал-майор Петро Ванновський.
Термін навчання становив два роки. Штат училища становив 300 юнкерів — батальйон 4-ротного складу. З 1882 року штат було збільшено до 400 юнкерів. З початком Першої світової війни училище почало практикувати 4-місячні прискорені випуски. Штат училища було збільшено до 1000 юнкерів. На навчання приймались:
а) кадети, які закінчили кадетські корпуси
б) на вільні вакансії — молоді люди не молодші за 17 років, які задовольняли умовам вступу до корпусів та мали атестат про знання повного курсу кадетських корпусів чи інших середніх навчальних закладів.
В училищі викладали: тактику, військову історію, артилерію, фортифікацію, військову топографію, законознавство, військову адміністрацію, Закон Божий, російську, французьку та німецьку, механіку й хімію. Влітку училище виходило до таборів у Красному Селі.
Ті, хто пройшов курс, поділялись на 3 розряди:
- 1-й розряд — мали в середньому не менше 8 балів та у знанні стройової служби не менше 10 — випускались до частин армійської піхоти підпоручиками з одним роком старшинства; з них найкращі — з прикомандируванням до гвардії;
- 2-й розряд — мали в середньому не менше 7 балів та у знанні стройової служби не менше 9 — випускались до частин армійської піхоти без старшинства;
- 3-й розряд — не задовольняли умовам 2-го розряду — переводились до частин армійської піхоти унтер-офіцерами з правом отримання звання підпоручика не раніше за 5 місяців.

Визнані непридатними до військової служби випускались із наданням цивільних чинів XII класу (1 розряду) або XIV класу (2 й 3 розряду). Ті, хто закінчив курс, мали прослужити півтора року за кожен рік перебування в училищі.
З травня 1864 року першій роті було надано ім'я Його імператорської величності, оскільки шефство над училищем узяв російський монарх. З лютого 1874 року другим шефом училища був спадкоємець-цесаревич.
Восени 1894 року, у зв'язку з перетворенням 2-го Костянтинівського училища на артилерійське, 1-е військове Павловське училище було перейменовано на Павловське військове училище без надання нумерації.
За 50 років існування училище підготувало 7730 офіцерів, 52 випускника стали кавалерами ордена Святого Георгія, 124 випускника загинули на полях битв. До 1913 року чверть складу наявних офіцерів Генерального штабу складалась з колишніх «павловців».
1917 року у жовтневих боях у Петрограді училище участі не брало, оскільки вночі на 25 жовтня було оточено солдатами запасного Гренадерського полку та червоногвардійцями Путиловського й Обухівського заводів, та під загрозою кулеметного вогню роззброєно. Весь командний склад разом із начальником училища генералом Мельниковим було заарештовано та ув'язнено у Петропавловській фортеці. 6 листопада 1917 року училище було розформовано.

## Розташування

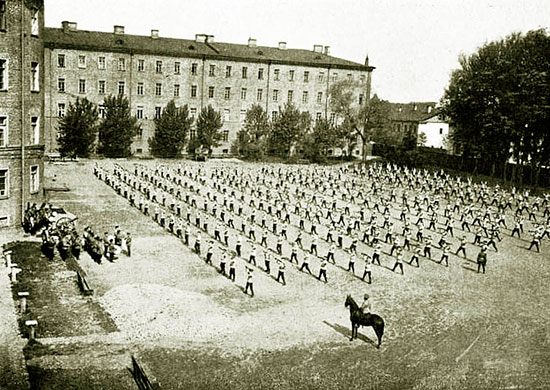
Плац 1-го військового Павловського училища. Фотографія 1908 року

З грудня 1856 року Павловський кадетський корпус розташовувався у будівлі казарм Дворянського полку на вулиці Велика Спаська (нині — вул. Червоного Курсанта). Будинок було зведено у 1833−1837 роках архітектором Олександром Штаубертом, і двічі перебудовувався: у 1842−1843 роках архітектором Івановим, та 1851 року архітектором Віллерсом. Домова церква Павловського військового училища була збудована 1847 року архітектором Діммертом.
З 16 вересня 1864 до 24 листопада 1887 року училище розташовувалось у Санкт-Петербурзі у будівлях 1-го Кадетського корпусу на Васильєвському острові (Меншиковський палац).
У зв'язку з початком у палаці ремонтних робіт, 24 листопада 1887 року, училище знову було переведено на Петроградську сторону, до будівлі колишнього Дворянського полку, де й розташовувалось до розформування.

## Начальники училища
- 1798−? — майор Веймарн
- 1829−1847 — генерал-майор Карл Клінгенберг
- 1843−1847 — генерал-лейтенант Владислав Клюпфель
- 1847−1851 — Язиков
- 1851−1861 — Отто Мейнандер
- 31.10.1861−13.07.1868 — генерал-майор Петро Ванновський
- 13.07.1868−1879 — полковник (з 1869 — генерал-майор) Олександр Пригоровський
- 18.10.1879−17.09.1886 — генерал-майор (з 02.1880 — генерал-майор Свити ЙІВ, з 1883 — генерал-лейтенант) Василь Акімов
- 1886−1890 — генерал-майор Степан Рикачов
- 1890−1897 — генерал-майор (з 1896 генерал-лейтенант) Леонід Дембовський
- 20.02.1897−1899 — генерал-майор Людвіг Драке
- 28.08.1899−24.11.1901 — генерал-майор Микола Шатілов
- 14.12.1901−20.04.1905 — генерал-майор Микола Дубасов
- 27.04.1905−24.01.1914 — генерал-майор (з 6.12.1910 — генерал-лейтенант) Сергій Хабалов
- 26.01.1914−21.10.1917 — генерал-майор (з 06.12.1914 — генерал-лейтенант) Іван Вальберг
- с 21.10.1917 — генерал-майор Генерального штабу (з 1916) Дмитро Мельников

## Відомі випускники
- Агапієв Всеволод Миколайович (1896) — випущений підпоручиком до 39-ї артилерійської бригади.
- Антонов Олексій Інокентійович — випущений прапорщиком до лейб-гвардії Єгерського полку.
- Балуєв Петро Семенович (1876) — випущений до Олександропольської фортечної артилерії.
- Будберг Олексій Павлович — випущений до 3-ї гвардійської гренадерської артилерійської бригади.
- Дроздовський Михайло Гордійович (1901) — випущений підпоручиком до Волинського лейб-гвардії полку.
- Еенпалу Каарел (1917). У 1917−1918 роках командував сформованим під його керівництвом 5-им батальйоном 1-ї естонської артилерійської бригади.
- Зощенко Михайло Михайлович (1915) — випущений прапорщиком з армійської піхоти у розпорядження штабу Київського військового округу, після відрядження до 106-го піхотного запасного батальйону був направлений на укомплектування 16-го гренадерського Мінгрельського полку.
- Краснов Петро Миколайович (1889) — випущений до лейб-гвардії Атаманського полку.
- Куропаткін Олексій Миколайович (1866) — випущений підпоручиком до 1-го Туркестанського стрілецького батальйону.
- Міщенко Павло Іванович (1871) — випущений прапорщиком до 38-ї артилерійської бригади.
- Осецький Олександр Вікторович (1894) — випущений до 59-го піхотного Люблінського полку.
- Петрів Всеволод Миколайович (1902) — випущений в чині підпоручика до 24-го Симбірського піхотного полку.
- Покровський Віктор Леонідович (1908) — випущений підпоручиком до 10-го гренадерського Малоросійського полку.
- Шиллінг Микола Миколайович (1890) — випущений до Лейб-гвардії Ізмайловського полку.
- Юнаків Микола Леонтійович — генерал-полковник Армії УНР.

Див. детальніше: Категорія:Випускники Павловського військового училища